# Earl Waldegrave

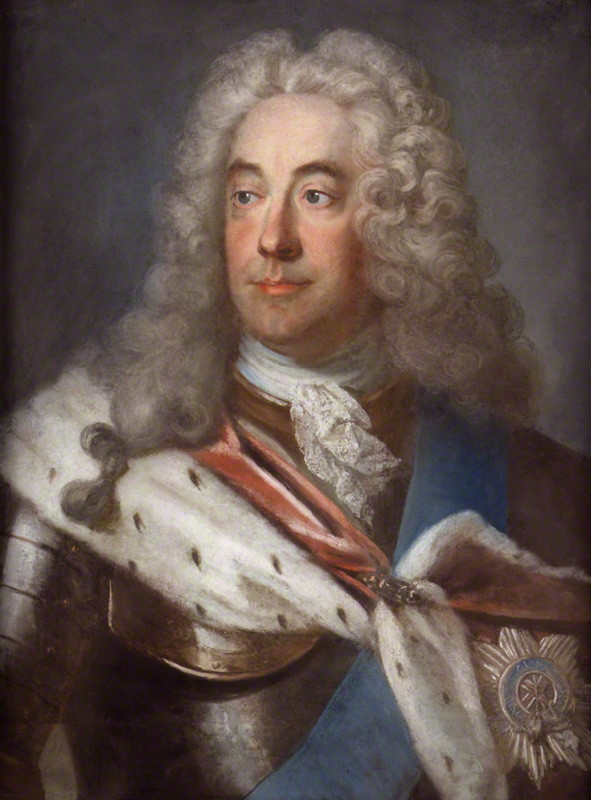
James Waldegrave, 1. Earl Waldegrave

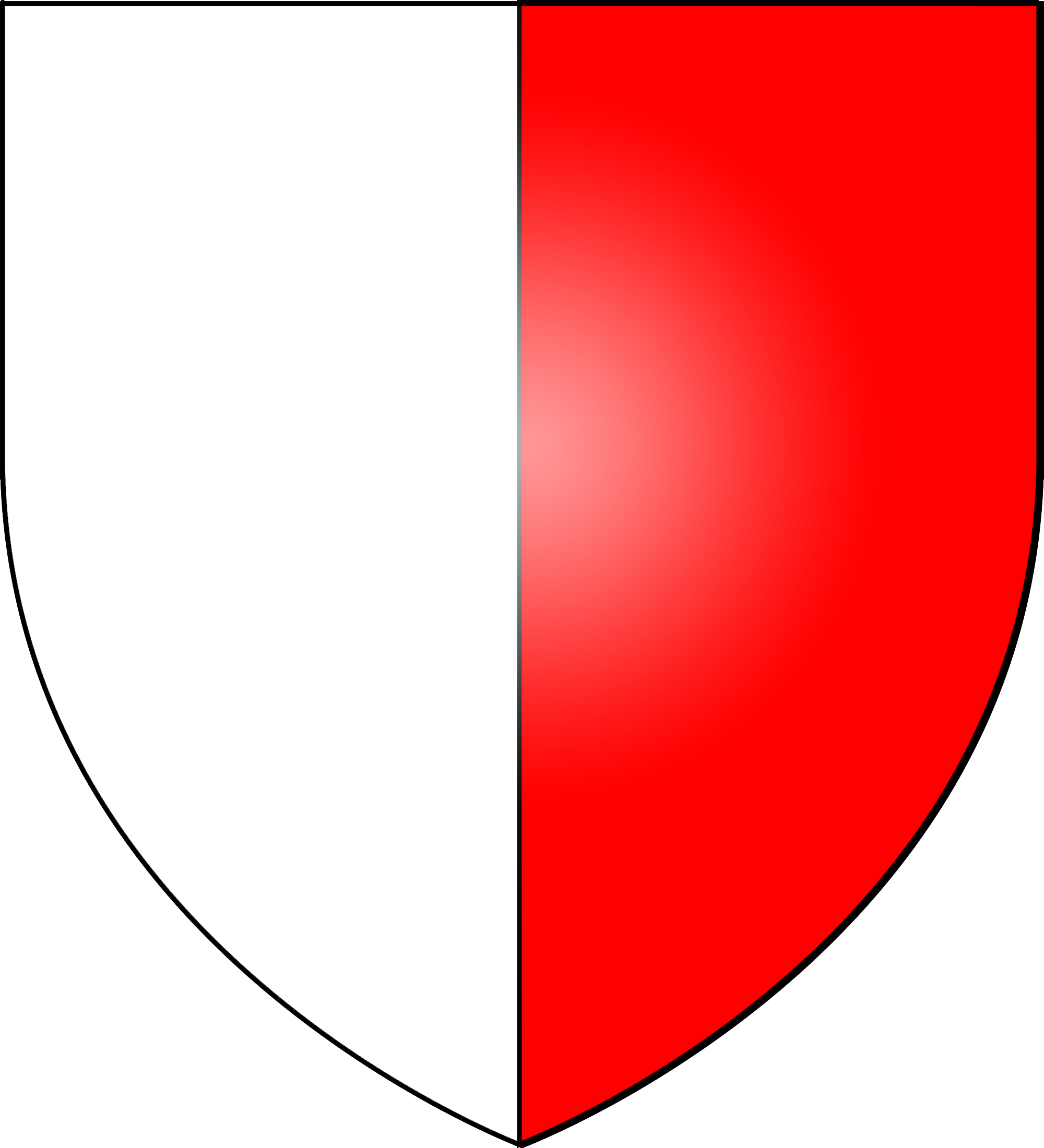
Wappen der Earls Waldegrave

Earl Waldegrave ist ein erblicher britischer Adelstitel in der Peerage of Great Britain.

## Verleihung und nachgeordnete Titel
Der Titel wurde am 13. September 1729 für James Waldegrave, 2. Baron Waldegrave, geschaffen. Zusammen mit dem Earldom wurde ihm der nachgeordnete Titel Viscount Chewton verliehen. Er führte bereits seit 1689 die ererbten Titel 2. Baron Waldegrave, of Chewton in the County of Somerset und 5. Baronet, of Hever Castle in the County of Kent. Die Baronie war seinem Vater am 20. Januar 1686 in der Peerage of England verliehen worden. Die Baronetcy war am 1. August 1643 in der Baronetage of England für seinen Ur-Urgroßvater geschaffen worden.
Familiensitz der Earls ist Chewton House in Chewton Mendip in Somerset.

## Liste der Titelinhaber

### Waldegrave Baronets, of Hever Castle (1643)
- Sir Edward Waldegrave, 1. Baronet (um 1568–um 1650)
- Sir Henry Waldegrave, 2. Baronet (1598–1658)
- Sir Charles Waldegrave, 3. Baronet († um 1684)
- Sir Henry Waldegrave, 4. Baronet (1661–1689) (1686 zum Baron Waldegrave erhoben)

### Barone Waldegrave (1686)
- Henry Waldegrave, 1. Baron Waldegrave (1661–1689)
- James Waldegrave, 2. Baron Waldegrave (1684–1742) (1729 zum Earl Waldegrave erhoben)

### Earls Waldegrave (1729)
- James Waldegrave, 1. Earl Waldegrave (1684–1741)
- James Waldegrave, 2. Earl Waldegrave (1715–1763)
- John Waldegrave, 3. Earl Waldegrave (1718–1784)
- George Waldegrave, 4. Earl Waldegrave (1751–1789)
- George Waldegrave, 5. Earl Waldegrave (1784–1794)
- John Waldegrave, 6. Earl Waldegrave (1785–1835)
- George Waldegrave, 7. Earl Waldegrave (1816–1846)
- William Waldegrave, 8. Earl Waldegrave (1788–1859)
- William Waldegrave, 9. Earl Waldegrave (1851–1930)
- William Waldegrave, 10. Earl Waldegrave (1882–1933)
- Henry Waldegrave, 11. Earl Waldegrave (1854–1936)
- Geoffrey Waldegrave, 12. Earl Waldegrave (1905–1995)
- James Waldegrave, 13. Earl Waldegrave (* 1940)

Voraussichtlicher Titelerbe (Heir apparent) ist der Sohn des aktuellen Titelinhabers Edward Waldegrave, Viscount Chewton (* 1986).